# Katong
Katong is een bestuurslaag in het regentschap Grobogan van de provincie Midden-Java, Indonesië. Katong telt 3946 inwoners (volkstelling 2010).